# Волкотт (Колорадо)
Волкотт (англ. Wolcott) — переписна місцевість (CDP) в США, в окрузі Ігл штату Колорадо. Населення — 20 осіб (2020).

## Географія
Волкотт розташований за координатами 39°42′13″ пн. ш. 106°40′45″ зх. д. / 39.70361° пн. ш. 106.67917° зх. д. (39.703640, -106.679287).  За даними Бюро перепису населення США в 2010 році переписна місцевість мала площу 1,00 км², з яких 0,96 км² — суходіл та 0,04 км² — водойми.

## Демографія
Згідно з переписом 2010 року, у переписній місцевості мешкало 15 осіб у 10 домогосподарствах у складі 3 родин. Густота населення становила 15 осіб/км².  Було 10 помешкань (10/км²).
Расовий склад населення:
| - 100,0 % — білих |

До двох чи більше рас належало 0,0 %. Частка іспаномовних становила 0,0 % від усіх жителів.
За віковим діапазоном населення розподілялося таким чином: 6,7 % — особи молодші 18 років, 86,6 % — особи у віці 18—64 років, 6,7 % — особи у віці 65 років та старші. Медіана віку мешканця становила 51,5 року. На 100 осіб жіночої статі у переписній місцевості припадало 200,0 чоловіків;  на 100 жінок у віці від 18 років та старших — 250,0 чоловіків також старших 18 років.
Цивільне працевлаштоване населення становило 0 осіб. 